# Herniaria mauritanica
Herniaria mauritanica är en nejlikväxtart som beskrevs av Svante Samuel Murbeck. Herniaria mauritanica ingår i släktet knytlingar, och familjen nejlikväxter. Inga underarter finns listade i Catalogue of Life.